# Steffen Tangstad
 Der er for få eller ingen kildehenvisninger i denne artikel, hvilket er et problem. Du kan hjælpe ved at angive troværdige kilder til de påstande, som fremføres i artiklen.

Steffen Tangstad (født 22. juni 1959 i Tønsberg, død 26. juni 2024) var en norsk sværvægtsbokser og VM-udfordrer. Han boksede en stor del af sin karriere i Danmark. 

## Amatørkarriere
Steffen Tangstad var en succesrig amatørbokser. Han opnåede 70 amatørkampe med 61 sejre, og vandt det norske amatørmesterskab i sværvægt 6 gange i perioden 1975-1980, inden han blev professionel.

## Professionel karriere
Den professionelle debut fandt sted i Oslo den 1. oktober 1980 mod amerikaneren Benji Smith, der boksede sin anden kamp efter at have tabt sin professionelle debut. Tangstad måtte skuffende nøjes med uafgjort mod den svage amerikaner. Efter fiaskoen mod Benji Smith flyttede Steffen Tangstad basen til Chicago i USA, hvor han i perioden frem til 1983 opnåede en række sejre. Langt de fleste af modstanderne var imidlertid særdeles svage boksere, og trods sejrene lykkedes det ikke Tangstad at få gang i karrieren. Han opnåede dog i oktober 1982 en uafgjort mod den kommende verdensmester James "Buster" Douglas.
Tangstad opnåede i 1983 kontakt til den danske boksepromotor Mogens Palle, og parterne indgik herefter kontrakt. Steffen Tangstad havde på daværende tidspunkt opnået 18 professionelle kampe, som alle var vundet bortset fra 2, der var endt uafgjort. Tangstad boksede herefter sin første professionelle kamp i Danmark, da han den 1. december 1983 i KB Hallen mødte den forholdsvis stærke italienske sværvægter Guido Trane. Trane havde kun to måneder forinden havde bokset uafgjort mod Mogens Palles anden sværvægter, svenskeren Anders Eklund. Tangstad viste fin stil, da han relativt sikkert besejrede italieneren. Allerede i sin tredje kamp i Danmark i februar 1984 blev Tangstad matchet mod den engelsk-baserede ungarer Joe Bugner, der kort forinden havde besejret Anders Eklund. Bugner havde mødt de fleste af verdens bedste sværvægtere, og havde gået tiden ud mod Muhammad Ali og Joe Frazier, men det lykkedes Tangstad at besejre ham med dommerstemmerne 2-1. 
Sejren over Bugner gav genlyd i Europa, og det lykkedes herefter Mogens Palle at skaffe Steffen Tangstad en kamp om EM-titlen i sværvægt mod den franske veteran Lucien Rodriquez, der med 10 EM-kampe og en VM-kamp bag sig var en særdeles rutineret bokser. Kampen mod Rodriquez fandt sted i KB Hallen den 9. november 1984, hvor Tangstad med en sikker sejr over franskmanden vandt europamesterskabet i sværvægt. 
Tangstad var ubesejret i 23 kampe, og der var nu overvejelser i gang for at få Tangstad matchet til en kamp om verdensmesterskabet i sværvægt. Som optakt besluttede Mogens Palle at matche Tandstad mod den anden sværvægter i ”stalden”, svenskeren Anders Eklund, der modsat Tangstad ikke havde levet op til forventningerne hos Mogens Palle. Matchen mellem de to skandinaviske sværvægtere fandt sted den 9. marts 1985 i København. Tangstad var med sine 188 cm og ca. 93,5 kg en forholdsvis lille sværvægter, og måtte konstatere, at han på forhånd var sin svenske modstander fysisk underlegen. Svenskeren, med tilnavnet ”Lillen”, var 200 cm høj og vejede ind med 106,2 kg, men havde tidligere i karrieren ikke til fulde evnet at drage fuld fordel af sin fysik. Tangstad var før kampen favorit trods den fysiske underlegenhed, men måtte konstatere, at den store svensker var for hårdtslående, og Tangstad blev overraskende stoppet allerede i 4. omgang af kampen. 
Tangstad fik dog karrieren på ret køl igen, da han den 10. januar 1986 i Randers Hallen besejrede den tidligere europamester og dobbelte VM-udfordrer Alfredo Evangelista (en) på point over 8 omgange. Sejren over Evangelista bragte atter Tangstad på bane som EM-udfordrer, og allerede den 18. april 1986 fik Tangstad chancen for at generobre den tabte titel, da han i Randers hallen mødte englænderen John Westgarth om den ledige EM-titel. Tangstad boksede ikke en stor kamp, men havde ikke problemer med at besejre englænderen på point, og han genvandt således sit europamesterskab. 
Tangstads succes som dobbelt europamester bragte ham på banen som udfordrer til den nykårede verdensmester Michael Spinks, der netop havde vundet VM-titlen fra Larry Holmes. Det lykkedes Tangstad at få en VM-kamp mod Spinks. Kampen blev afviklet den 6. september 1986 på Hilton Hotel i Las Vegas. Tangstad boksede en fornuftig 1. omgang, men blev hurtigt udbokset af den langt stærkere Spinks, og kamplederen stoppede kampen 58 sekunder inde i 4. omgang efter at Tangstad havde været nede, og ikke var i stand til at forsvare sig. 
Tangstad opgav herefter karrieren som professionel bokser. Han opnåede 28 kampe, hvoraf 24 blev vundet (14 før tid), 2 tabt (begge før tid) og 2 endte uafgjort.

## Efter boksekarrieren
Tangstad havde sikret sig TV-rettighederne i Norge til kampen mod Michael Spinks, hvilket gav Tangstad mulighed for at grundlægge en virksomhed med speciale i sportsarrangementer og køb og slag af TV-rettigheder. Virksomheden, Modern Sports & Events, blev efter en lidt turbulent start ganske succesfuld. 
Med Modern Sports & Events arrangerede Steffen Tangstad i 1990'erne en række professionelle boksestævner i Danmark i hård konkurrence med sin tidligere arbejdsgiver Mogens Palle. Tangstad havde kontrakt med Modern Times Group (MTG), der ejer TV-kanalerne TV1000 og TV3, hvor han blev ansat som sportschef. Han brød med MTG i 2005, men etablerede året efter et samarbejde med det norskejede Canal Digital, der sendte fra boksestævner, hvortil Tangstad opkøbte rettighederne. 
Udover aktiviteterne inden for arrangement og TV-transmission af boksestævner optrådte Steffen Tangstad i Tv-underholdningsshow på norsk TV, herunder som programleder i 1993 i TV-serien 24 karat og Fangerne på fortet. Han optrådte endvidere i 2006 i den norske version af Vild med dans, Skal vi danse.
I 2018 blev det offentliggjort, at Tangstad var ramt af sygdommen polyneuropati, en sygdom, hvor nervesystemet, særlig nerverne i fødderne, ikke fungerer. I 2019 fik han koldbrand i en fod, som herefter måtte amputeres. Steffen Tangstad døde den 26. juni 2024 af sygdommen.